# Cùl Beag
Cùl Beag is een berg in het noordwesten van Sutherland, Schotse hooglanden met een hoogte van 769 meter in de buurt van de Cùl Mòr.
De top kan worden bereikt door het beklimmen van de zuidoostelijke helling.